# Robeiro Moreno
Robeiro Fernando Moreno Gaviria (11 de novembro de 1969) é um ex-futebolista profissional colombiano que atuava como defensor.

## Carreira
Robeiro Moreno representou a Seleção Colombiana de Futebol nas Olimpíadas de 1992.